# Tiglate-Pileser II
Tiglate-Pileser II, também escrito como Tiglath-Pileser ou Teglat-Falasar  foi um rei da Assíria, tendo reinado por trinta e dois anos, de 966 a.C. a 935 a.C. Ele foi o filho e sucessor de Assurrexixi II, e foi sucedido por seu filho Assurdã II.